# قطعنامه ۱۸۴۱ شورای امنیت
قطعنامه ۱۸۴۱ شورای امنیت سازمان ملل متحد که در تاریخ ۱۵ اکتبر ۲۰۰۸ تصویب شد، سندی بین‌المللی دربارهٔ گزارش دبیر کل سازمان ملل دربارهٔ سودان است. این قطعنامه طی نشست ۵۹۹۶ام با ۱۵ رای موافق، ۰ مخالف و ۰ ممتنع تصویب شد.